# 시드키야
시드키야(공동번역), 혹은 시드기야(개역개정)(히브리어: צִדְקִיָּהוּ, Şidhqiyyāhû;, 그리스어: ζεδεκιας)는 고대 유다 왕국의 마지막 왕이다. 요시야 왕의 셋째 아들이며, 17대 왕인 여호아하즈(살룸)의 형이다. 어머니는 "리브나의 예레미야"의 딸 하무달이다.
구약성경의 기록에 따르면, 참모들의 만류에도 거리낌없이 이집트와 동맹을 맺고 당시 강성하던 바빌론 제국에 반기를 들다가, 바빌론의 네부카드네자르 2세의 침공을 맞아 싸우던 끝에 587년의 예루살렘 공성전 패배하여 도망치던 중 여리고 평야에서 잡혀 립나까지 끌려가는 일련의 과정을 거쳐 두 아들은 그가 보는 앞에서 처형당하고 자신은 두 눈을 뽑힌채 바빌론으로 끌려가 그곳 감옥에서 남은 삶을 보내야 했다. 예루살렘은 느부갓네살 왕의 지시로 철저히 파괴되어 잿더미가 되었고, 적은 수의 장애인과 노약자를 뺀 모든 국민이 바빌론에 포로로 끌려갔다.

## 배경
기원전 612년 니네베 전투에서 신아시리아 제국이 신바빌로니아 제국에 의해 패배하면서 유다 왕국의 멸망이 시작되었다. 바빌로니아인들의 새로운 위협을 우려한 이집트는 아시리아를 지원하기 위해 기원전 608년 북쪽으로 이동하기 시작한다. 이 때 유다가 통행로에 있었고, 요시아왕은 이집트군을 막으려다가 메기도 전투에서 치명상을 입고, 둘째 아들 여호아하즈가 아버지의 뒤를 이어 왕위에 올랐다. 3개월 후, 이집트의 파라오 네카우 2세(느고)가 북쪽에서 이집트로 돌아가며 여호아하즈의 형인 여호야킴을 즉위시킨다. 여호아하즈는 포로가 되어 이집트로 끌려갔다.
기원전 605년 카르케미시 전투에서 바빌로니아가 이집트를 물리친 후, 네부카드네자르 2세는 예루살렘을 포위했다. 여호야킴은 예루살렘의 파괴를 피하기 위해 바빌로니아로 충성의 대상을 바꾸었다. 국고를 털어 조공을 바쳤으며, 사원의 기물도 주었다. 또한 왕족과 귀족들 중 일부가 볼모로 잡혀갔다. 그러나 이후 바빌로니아의 이집트 침공이 실패로 끝나자 3년 후 여호야킴은 이집트인들에게 다시 충성을 바치고 바빌로니아에 조공을 중단했다. 이 때문에 기원전 599년 네부카드네자르 2세는 다시 유다를 침공하여 예루살렘을 포위하였다. 기원전 598년, 여호야킴은 포위 공격 중에 사망했고, 그의 아들 여호야긴이 뒤를 이었다. 예루살렘은 3개월만에 함락되어 여호야긴은 폐위되었고, 네부카드네자르는 그 삼촌 시드키야를 왕위에 앉혔다.

## 통치

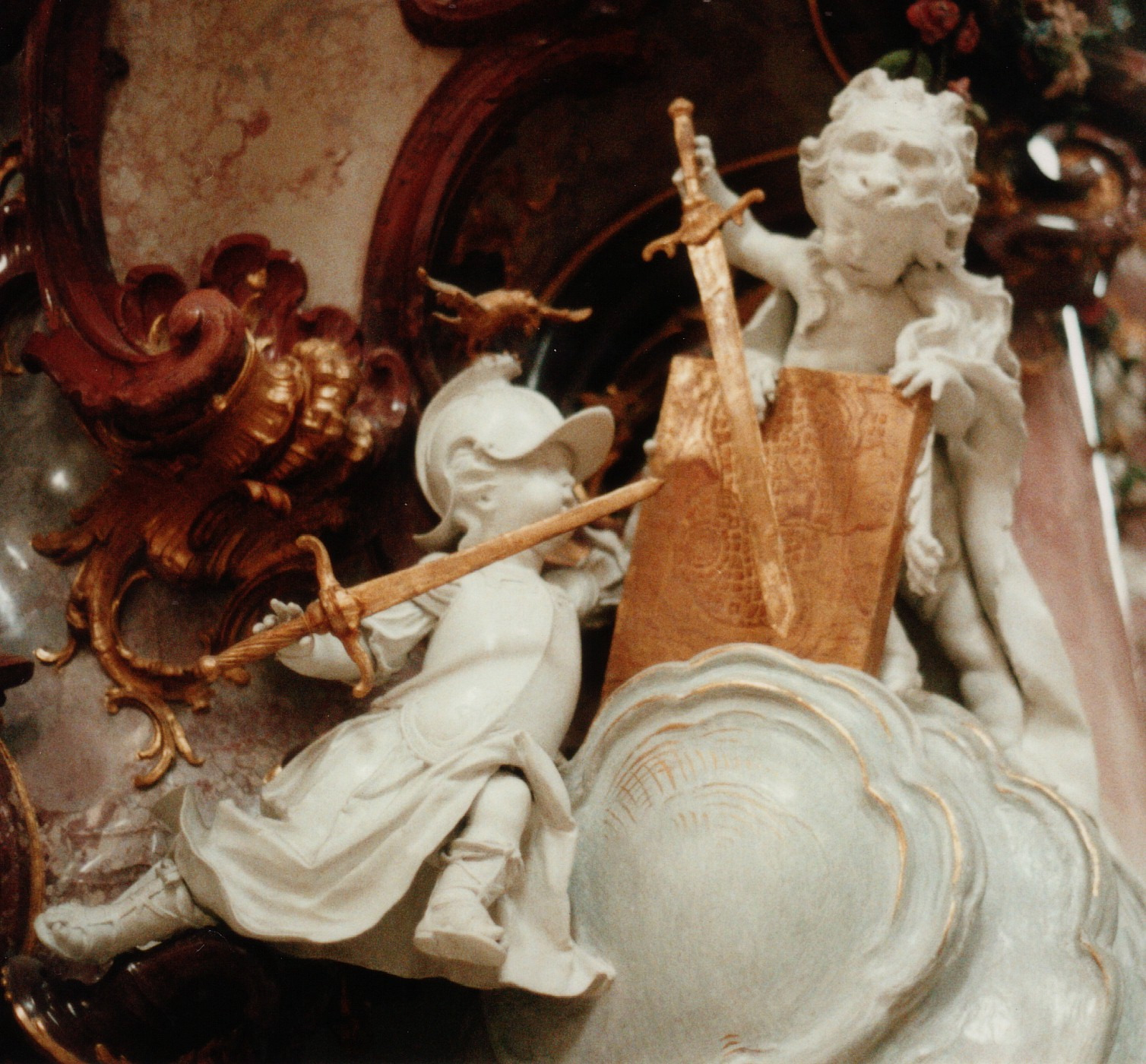
투구를 쓰고 예루살렘에 대한 계획안을 들고 있는 네부카드네자르가 유다 왕국을 상징하는 사자 가죽을 뒤집어 쓴 시드키야를 공격하는 모습을 형상화한 바로크 시대의 조각.

구약성경은 시드키야가 기원전 597년 유다의 왕이 되었을 때 21세였다고 기록한다. 바빌로니아 연대기는 다음과 같이 기록한다.
7년: 기슬르월에 아카드의 왕께서 군대를 소집하여 하투로 진군하셨다. 유다 성읍에 진을 치고, 아달월 2일에 성읍을 점령하고, 그 왕을 사로잡으셨다. 도시의 왕을 새로이 임명하시고 바빌론으로 막대한 공물을 가져오셨다.

그 당시 왕국은 네부카드네자르 2세의 속국이었다. 예레미야, 바룩을 비롯해 여러 원로들과 예언자들의 반대에도 불구하고, 시드키야는 여호야킴처럼 다시 이집트의 파라오 호프라와 동맹을 맺고 바빌론에 대항하여 반란을 일으킨다. 네부카드네자르는 이에 응하여 유다를 침공하였다. 네부카드네자르는 기원전 589년 12월에 예루살렘을 포위하기 시작했다. 이 포위 공격 중에 기근을 포함한 여러 재앙이 그 성읍에 닥쳤고, '하나님의 분노의 잔을 삼켜 잿더미가 되었다'.
약 30개월 동안 도시를 포위한 후, 마침내 기원전 586년에 예루살렘이 점령되었다. 시드키야와 그의 추종자들은 도망치려다가 예리코 평원에서 붙잡혀 리블라로 끌려갔다. 시드키야는 거기에서 그의 아들들이 처형되는 것을 보았다. 이후 시드키야의 눈을 파내고 쇠사슬을 채운 뒤 바빌론으로 끌고 갔다. 그는 죽을 때까지 포로로 남아 있었다.
예루살렘이 함락된 후, 네부카드네자르는 네부자라단(느부사라단)을 보내 예루살렘을 파괴했다. 도시는 약탈되었고, 제1성전은 파괴되었다. 소수의 포도원지기와 농부, 목축업자들을 제외한 나머지는 모두 바벨론으로 끌려갔다.

## 연대

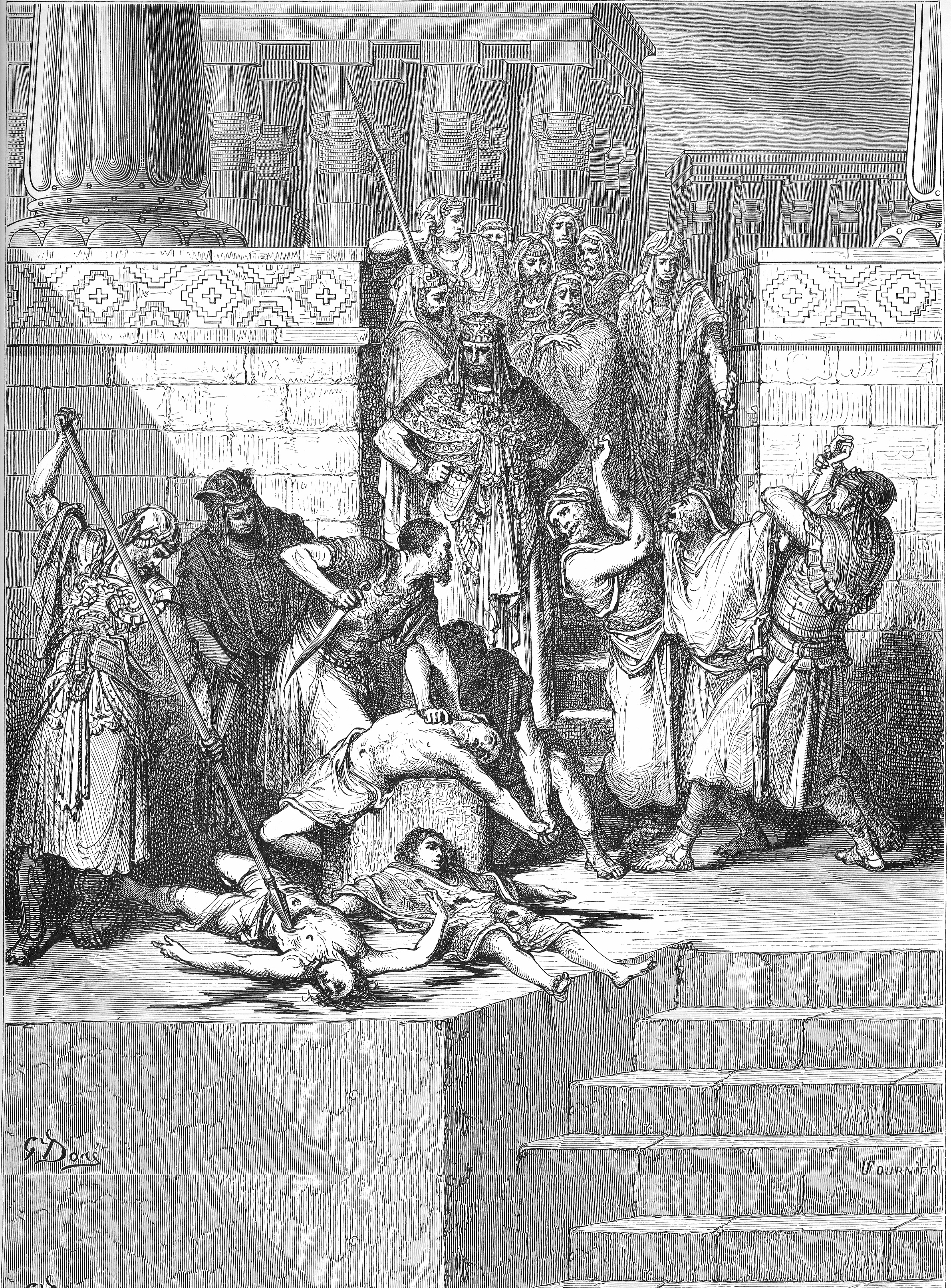
시드키야의 눈 앞에서 그의 아들들이 살해당하는 모습. 귀스타브 도레

바빌로니아 연대기에는 네부카드네자르 2세가 예루살렘을 점령한 날짜로 아달월 2일(기원전 597년 3월 16일)를 기록하고 있다. 그 때에 네부카드네자르는 여호야긴왕을 폐위시키고, 그의 삼촌인 시드키야를 그 자리에 앉혔다. 따라서 시드키야의 즉위는 기원전 597년으로 받아들여진다.
그러나 예루살렘이 두 번째로 함락되고 시드키야의 통치가 끝난 날짜에 대해서는 여러 의견이 있다. 예레미야서 52장 6절에서 적듯 담무스월에 예루살렘이 함락된 것에는 이견이 없다. 그러나 연대에 대해서는 윌리엄 F. 올브라이트가 587년을 주장하고, 에드윈 R. 틸레는 586년을 주장한 이래로 논쟁이 계속되고 있다. 만약 시드기야의 즉위 연도를 0년으로 간주하고 재위 첫 해인 597년/596년을 1년으로 계산한다면, 시드기야의 11년차인 도시가 함락된 해는 587년/586년이 될 것이다. 또한 유대인들이 가을인 디스리월부터 연도를 세기 때문에 기원전 586년 여름에 예루살렘이 함락되었다는 것이 틸레의 논리이다. 유다 국왕 대부분 즉위한 연도를 1년으로 포함하여 셌으나 전부 그랬던 것은 아니었다. 마찬가지로 북이스라엘 국왕 대부분 즉위한 연도를 0년으로 셌으나 이 역시 전부 그랬던 것은 아니기 때문에 논란이 있다.

## 몰몬경
예수 그리스도 후기성도 교회의 몰몬경에서는 유다의 마지막 왕인 시드기야가 바빌론에 의해 죽임을 당했을 때 유일하게 살아남은 뮬레크란 아들이 바다를 건너 아메리카 대륙에 당도하였고, 후일 그의 후손이 이후에 미대륙으로 건너온 리하이와 그의 후손인 니파이인과 레이맨인(아메리카 인디언 조상의 일부) 후손들과 함께 나라를 세웠다고 기록하고 있다.